# Sopeira

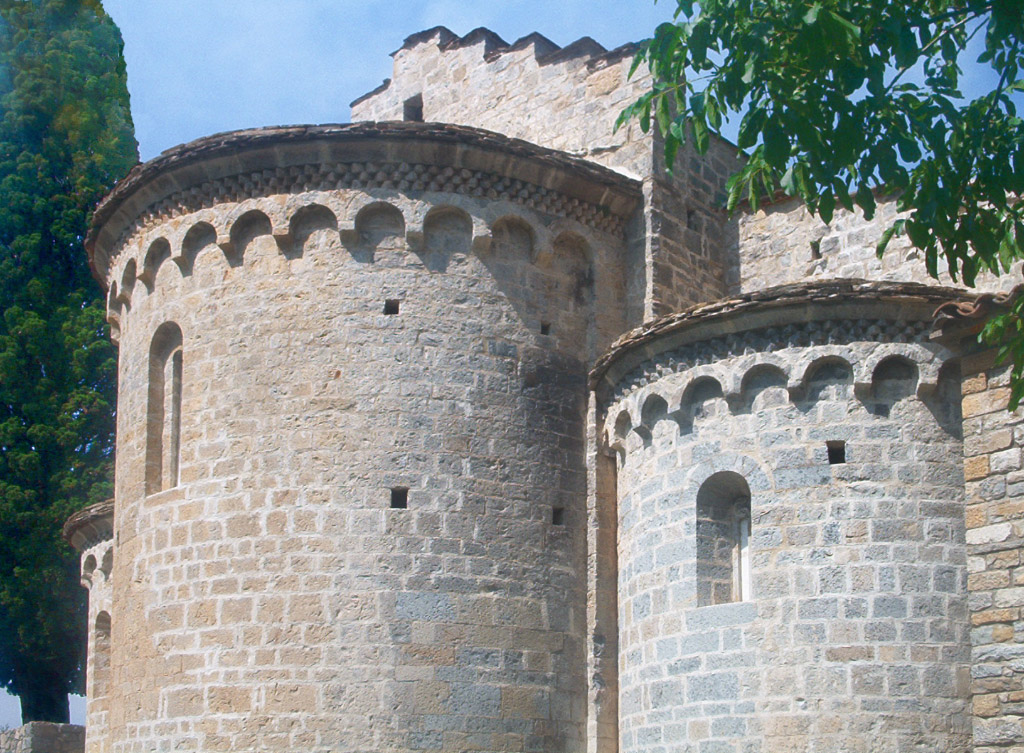
Apsis der Kirche Santa María de Alaón

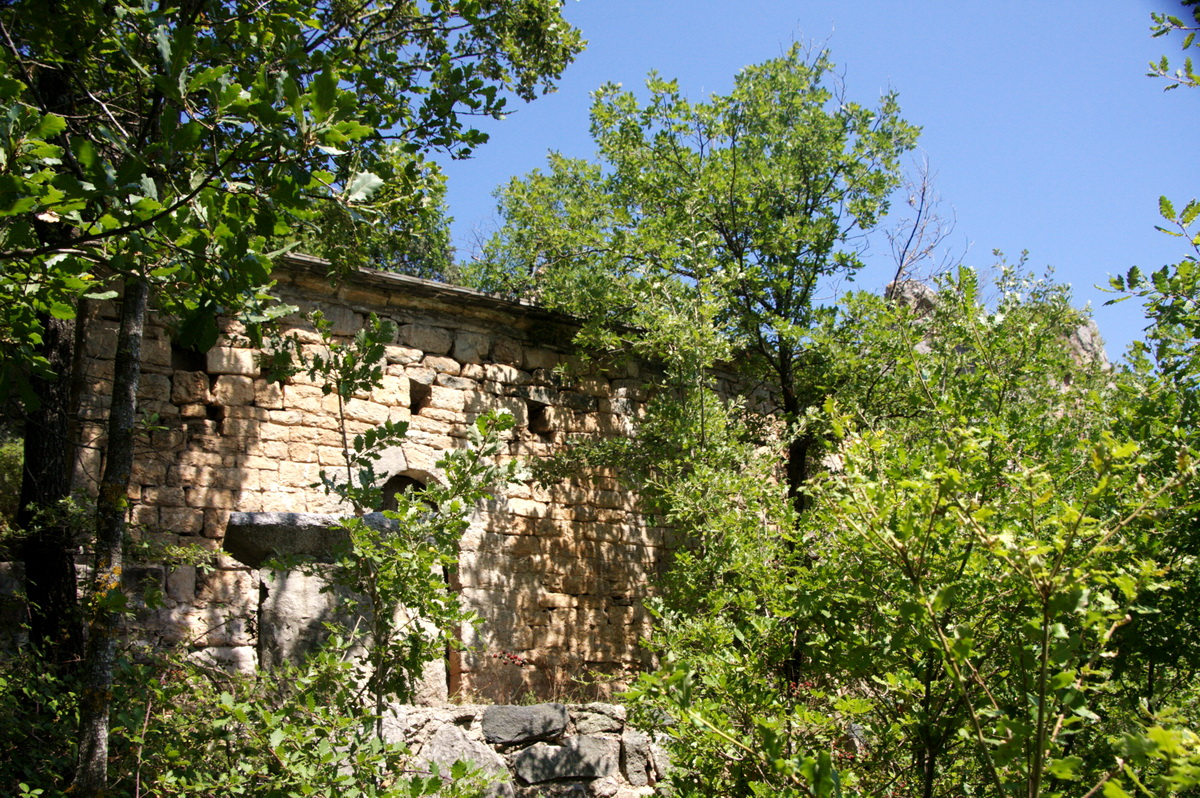
Einsiedelei von Rocamora

Sopeira ist eine katalanischsprachige, der Franja de Aragón zugehörige Gemeinde in der Provinz Huesca in der Autonomen Gemeinschaft Aragonien in Spanien. Sie liegt in den Vorpyrenäen in der Comarca Ribagorza an der Straße N-230 größtenteils westlich des durch die Stauseen Embalse de Escales (katalanisch Pantà de Escales) und Embalse de Sopeira aufgestauten Flusses Noguera Ribagorzana. In Sopeira liegt das romanische Kloster Santa María de Alaón (katalanisch Santa Maria de Alaó). Im Osten umgibt den Ort Die Serra de Sant Gervàs (1352 m) und im Westen der Tallón d’Aulet (1486 m).

## Gemeindegebiet
Die Gemeinde umfasst die Ortschaften:
- Aulet
- Pallerol
- Santoréns, im Jahr 1970 wurde die ehemalige Gemeinde (katalanisch Sant Orenç) eingegliedert
- Sopeira.

## Bevölkerungsentwicklung
| 1991 | 1996 | 2001 | 2004 |
| ---- | ---- | ---- | ---- |
| 144  | 113  | 105  | 100  |

## Sehenswürdigkeiten
- Romanische Kloster Santa María de Alaón
- Einsiedelei Virgen de Rocamora